# Thổ Hà
Thổ Hà là một làng nghề thuộc xã Vân Hà, thị xã Việt Yên, tỉnh Bắc Giang, Việt Nam. Khác với các làng ở đồng bằng Bắc Bộ, dân Thổ Hà hoàn toàn không có ruộng, bao đời sống bằng gạo chợ nước sông, thu nhập từ nghề thủ công và buôn bán nhỏ. Trước 1960 làng nổi tiếng về nghề làm gốm, từ 1990 lại đây nổi tiếng về nghề làm bánh đa nem và mỳ gạo.

## Điều kiện tự nhiên

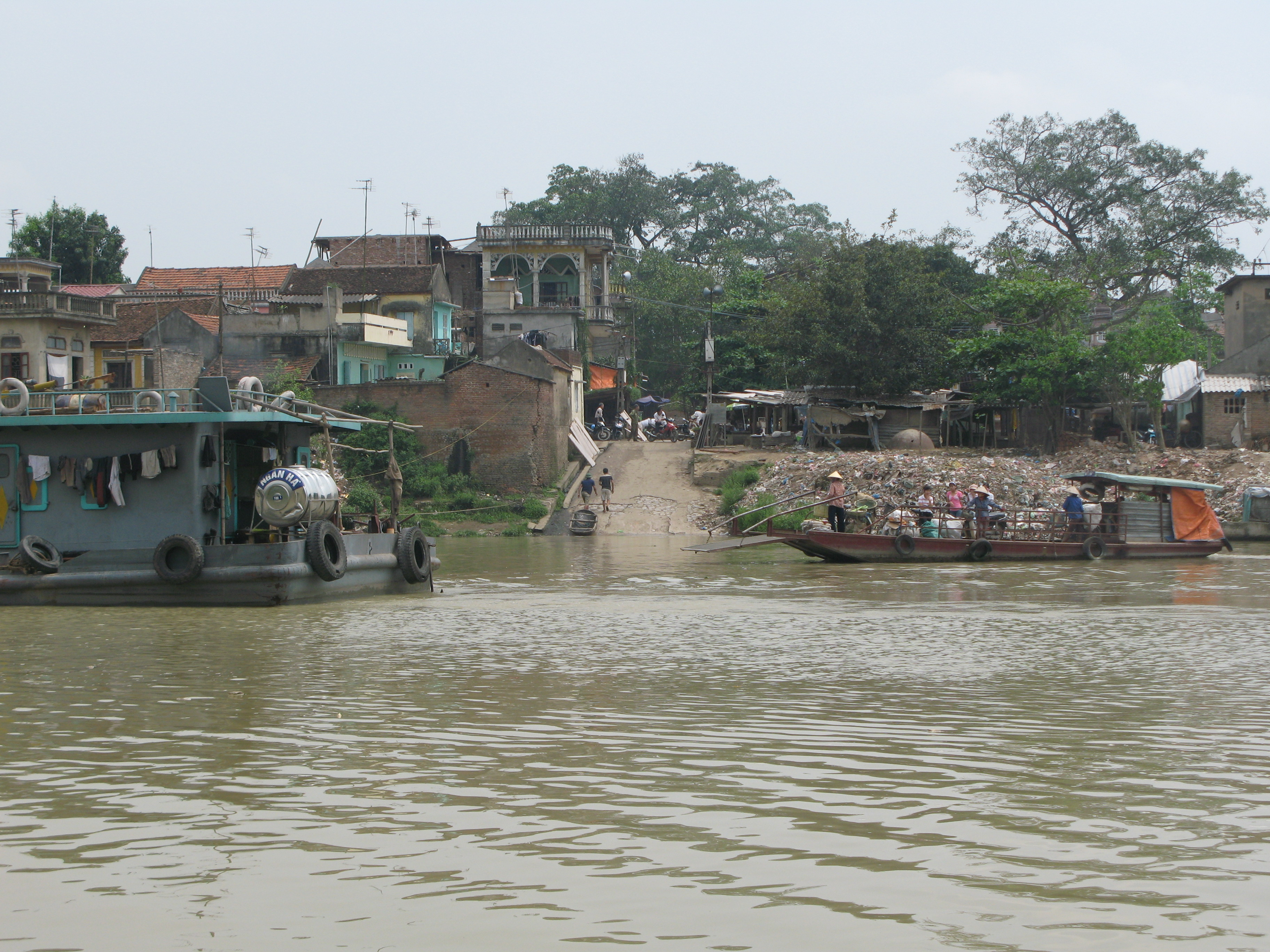
Bến đò chính của làng Thổ Hà; lên bến là Đình và Chùa

Làng Thổ Hà nằm ở 21°12'10" vĩ tuyến Bắc và 106°02'33" kinh tuyến Đông (tọa độ đình làng) , cách Hà Nội 35 km đường bộ. Thổ Hà có vị trí như một ốc đảo trên diện tích 20 ha; phía Đông, phía Nam và phía Tây được bao bọc bởi sông Cầu, phía Bắc là đồi núi thấp.
Thổ Hà nằm trên bờ sông Cầu nên giao thông đường thủy rất thuận tiện, thuyền bè đi lại tấp nập, ngay cả những tàu lớn cũng có thể chạy trên sông. Xuôi sông Cầu tàu thuyền có thể về Phả Lại và ra biển, ngược sông Cầu có thể lên Hiệp Hòa, Thái Nguyên. Than Quảng Ninh được chở bằng thuyền hay xà lan tới làng. Ngày xưa sản phẩm gốm của làng theo đường sông chở tới bán ở các vùng miền cả nước.
Thổ Hà ba mặt là sông như một hòn đảo, ra khỏi làng là phải đi đò. Làng có ba bến đò: bến Chùa ở trước cửa đình, bến đò dưới nằm ở xóm Bốn, bên đò trên ở xóm Một. Trước kia đò do người chèo trông rất thơ mộng, nhưng ngày nay đều được gắn máy nên đò chở khách nhanh hơn. Dọc bờ sông của làng là thuyền bè của dân vạn chài sinh sống.

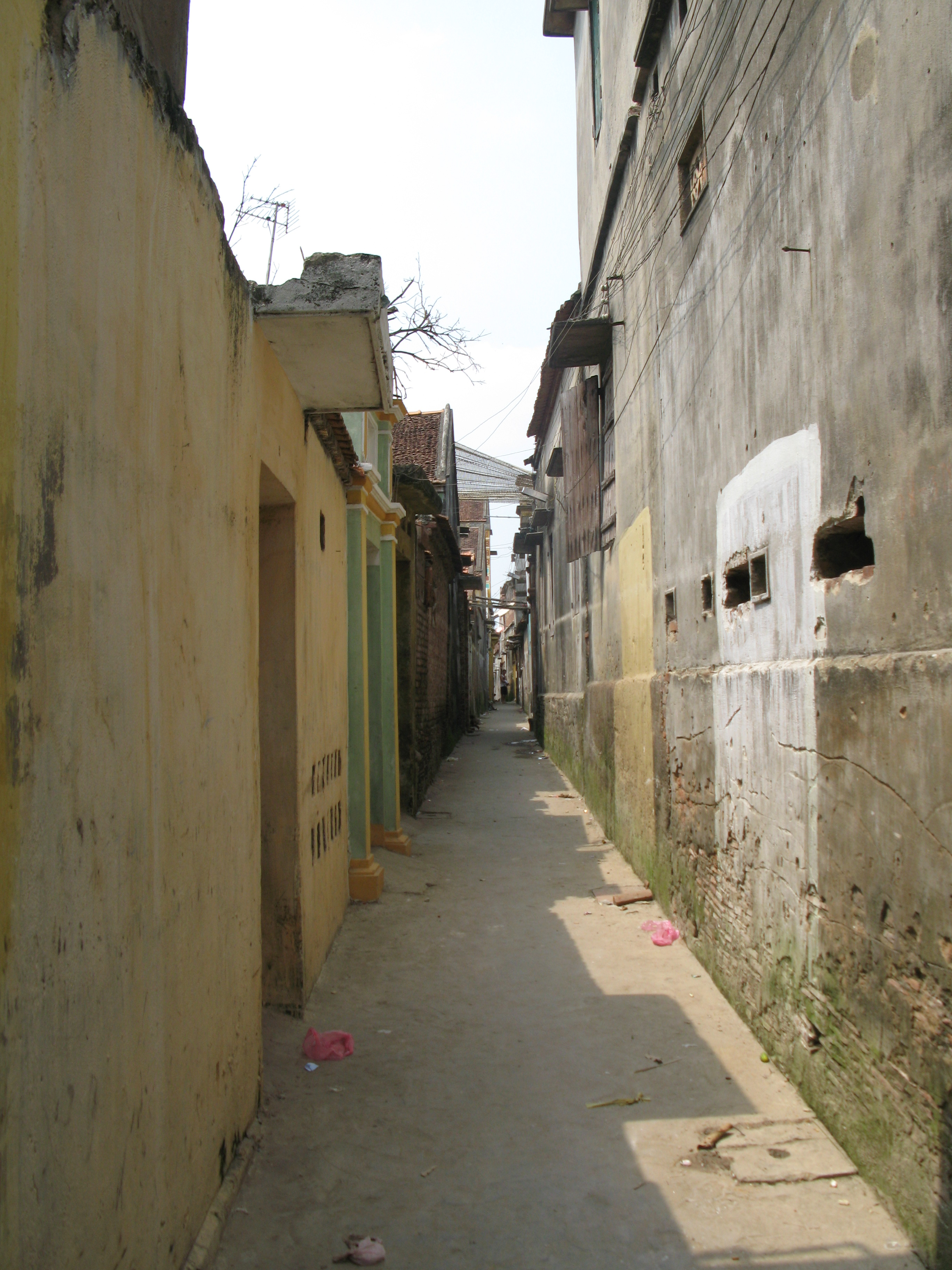
Ngõ xóm trong làng Thổ Hà

Làng có một trục đường chính chạy theo bờ Bắc dòng sông Cầu, theo chiều dòng chảy lần lượt là Xóm 1, Xóm 2, Xóm 3 và Xóm 4. Vuông góc với trục đường chính là các ngõ xóm sâu và hẹp. Cách đây vài chục năm dấu tích của nghề gốm vang bóng một thời là những bức tường ngõ cổ và bức tường nhà xây toàn bằng những mảnh gốm vỡ hay tiểu sành phế phẩm mà không dùng chút vôi vữa nào, chỉ dùng bùn của sông Cầu để kết dính. Khi dân làng giàu lên các bức tường này đã xây lại bằng gạch và xi măng, hiện nay chỉ còn rất ít đoạn tường cổ. Có hai đường vào làng: đường thủy qua bến đò từ phía Nam, đường bộ qua cổng làng từ phía Bắc làng, bến đò và cổng làng chỉ cách nhau 100 mét.
Làng Thổ Hà hiện có 775 hộ với 3500 nhân khẩu, trong đó có khoảng hơn 400 hộ làm nghề tráng bánh đa nem.

### Mùa nước
Mùa nước vào tháng 6 và tháng 7 âm lịch. Mùa đông dòng sông Cầu qua làng rất hẹp và ít nước. Song đến mùa nước dòng sông mênh mông, chảy xiết, nước ngập từ chân đê bờ Nam sang tận các nhà dân ở bờ Bắc. Năm 1971 nước sông Cầu dâng lên mấp mé mặt đê bờ Nam.
Thổ Hà nằm trong lòng sông Cầu nên bao đời nay dân cư đã quen với cảnh ngập lụt. Mỗi năm Thổ Hà có thể ngập lụt vài lần, mỗi lần xảy ra vài ngày. Trong những ngày lụt từ nhà nọ sang nhà kia phải đi lại bằng thuyền thúng, đường làng ngập nước sâu không đi bộ được, phần lớn các gia đình trong làng nước ngập vào trong nhà hoặc trong sân, những nhà sát sông nước có thể ngập đầu. Tuy vậy, người dân Thổ Hà lại mong chờ nước lụt, sau mỗi trận lụt môi trường được dọn sạch sẽ, tất cả rác rưởi trong làng đều trôi ra biển.
Vào những ngày lụt đám cưới có thể hoãn lại, nhưng đám ma thì không thể hoãn. Đám ma ngày lụt gồm một đoàn thuyền chở đầy người xuôi dọc dòng sông, cờ đám rực rỡ, phường kèn bát âm thổi nhạc bi ai vang lừng một khúc sông, thật là một cảnh hiếm có ở nơi khác.

### Vấn đề môi trường
Cách đây 30 năm nước sông Cầu còn rất trong, cả làng dùng nước sông để ăn uống, ngày hè mọi người ra tắm sông thỏa thích. Từ đó đến nay sông Cầu dần dần bị ô nhiễm nặng do chất thải của các nhà máy trên Thái Nguyên, nước sông không thể dùng để ăn uống và tắm giặt được nữa, mỗi gia đình đã đào giếng và dùng nước giếng trong sinh hoạt hàng ngày.
Nghề nuôi lợn và làm bánh đa nem cũng làm cho môi trường trở nên ô nhiễm trầm trọng. Năm 2008 đường làng, ngõ xóm đã được bê tông hóa và các rãnh thoát nước được lắp đặt chìm, lợn không cho thả rông, đó là một tiến bộ. Song các chất thải sinh hoạt và chăn nuôi không qua xử lý, xỉ than của các lò làm bánh đa nem đều đổ xuống sông Cầu. Để Thổ Hà trở thành một địa điểm du lịch văn hóa hấp dẫn, vấn đề trước mắt là phải giải quyết vấn đề ô nhiễm môi trường đang ngày một nghiêm trọng ở đây, sự quan tâm của các cấp chính quyền là thực sự cần thiết.

## Kiến trúc

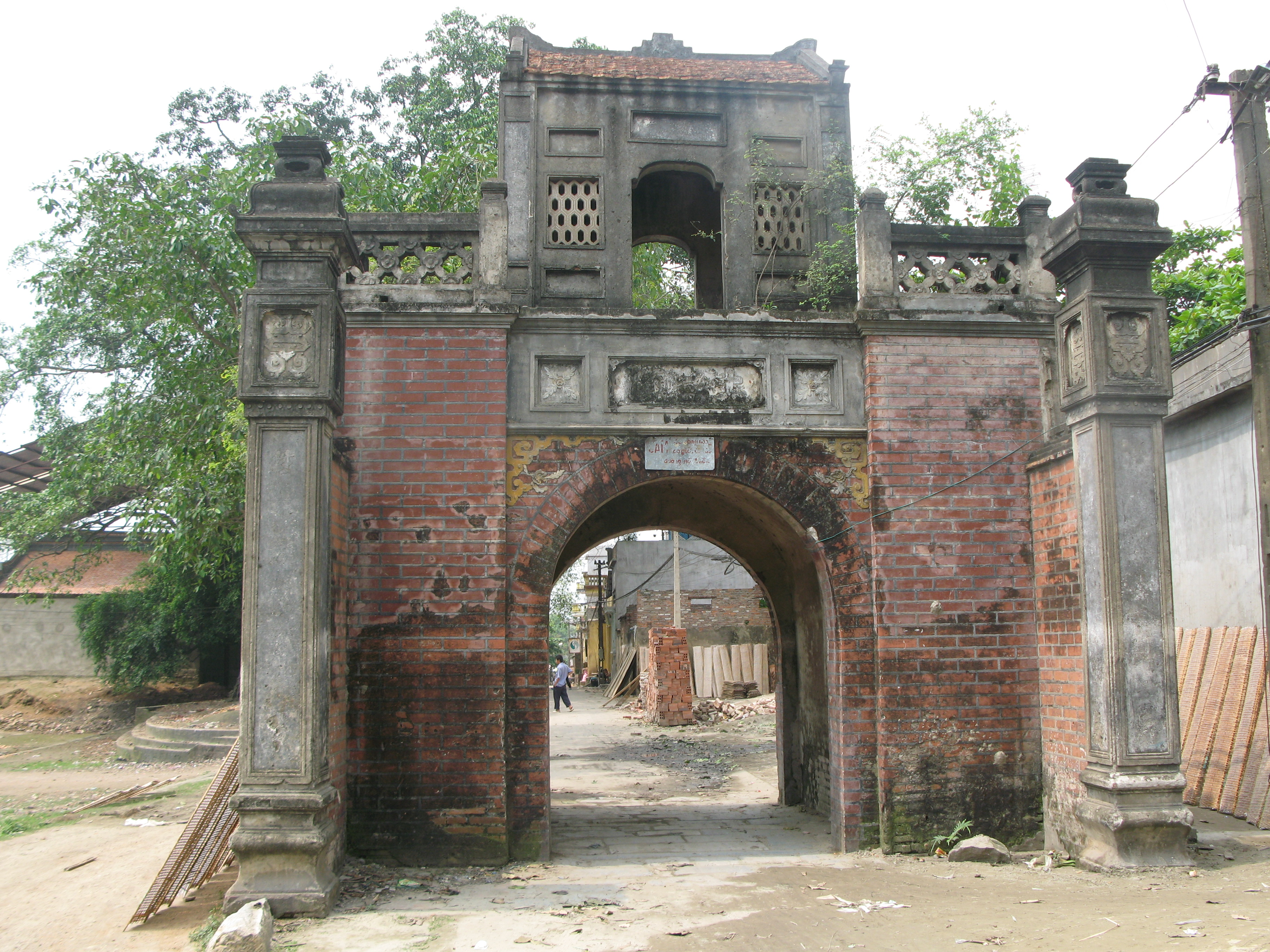
Cổng làng xây gạch

Kiến trúc cổ của Thổ Hà gồm: ba di tích lịch sử văn hóa được nhà nước công nhận là Đình, Chùa, Văn Chỉ, trong đó có gần hai chục tấm bia đá ghi chữ nho ở cả hai mặt; Cổng làng, bốn ngôi Điếm của bốn xóm, các ngôi nhà cổ. Cổng làng Thổ Hà có kiến trúc đẹp, bề thế và cổ kính, là một trong những chiếc cổng đẹp nhất ở vùng hạ và trung lưu sông Cầu. Quanh khu vực cổng làng, đình và chùa có rất nhiều cây đa đều hàng trăm năm tuổi. Trong làng vẫn còn lưu giữ được một số ngôi nhà cổ xây dựng cách đây trên 100 năm, tiêu biểu cho các ngôi nhà cổ thuộc đồng bằng Bắc Bộ.

### Đình Thổ Hà
Đình Thổ Hà là một ngôi đình nổi tiếng của xứ Kinh Bắc. Đình thờ thành hoàng là Thái Thượng Lão Quân, còn gọi là Lão Đam hoặc Lão Tử. Đây là vị thần có gốc ở Trung Quốc, nhưng có lẽ do nghề chính của Thổ Hà thành bại đều trông ở đốt lửa nung lò chum vại, gần với sự tích Lão Quân trông lò bát quái trên thiên đình nên Lão Quân đã được Việt hoá, đi dẹp giặc Xích Quỷ, giúp An Dương Vương xây thành ốc và hoá ở chùa Đoan Minh Thổ Hà. Đó là một công trình kiến trúc quy mô trên một khu đất rộng 3.000 m², một nghệ thuật điêu khắc độc đáo. Đình đã từng được chính quyền Pháp xếp hạng trong Viện bảo tàng Bác Cổ Đông Dương. Đình được nhà nước công nhận là di tích lịch sử văn hóa năm 1960. Đình xây dựng năm 1685 thời vua Lê Chính - Hòa năm thứ 7. Đến năm 1807 (Gia Long năm thứ 5) xây dựng tiền tế và hai nhà tả vu, hữu vu. Thời kỳ kháng chiến chông Pháp, đình bị rỡ ngói, phá sàn và chấn song. Mặt khác hàng năm thường bị lụt, có năm nước ngập đến mái ngói, nên đình bị xuống cấp nhiều.
Trong suốt thời gian từ lúc được xây dựng tới bây giờ, ngôi đình đã được sửa sang và nâng cấp rất nhiều lần. Năm 1977 - 1979 nhà nước đã đầu tư kinh phí và cử cán bộ về trùng tu, nâng ngôi đình cao thêm 1,8m, nhưng ngôi tiền tế vẫn chưa nâng. Năm 1988 dân Thổ Hà với tinh thần tự lực cánh sinh đã tôn tạo ngôi tiền tế và nâng cao bằng ngôi đình.

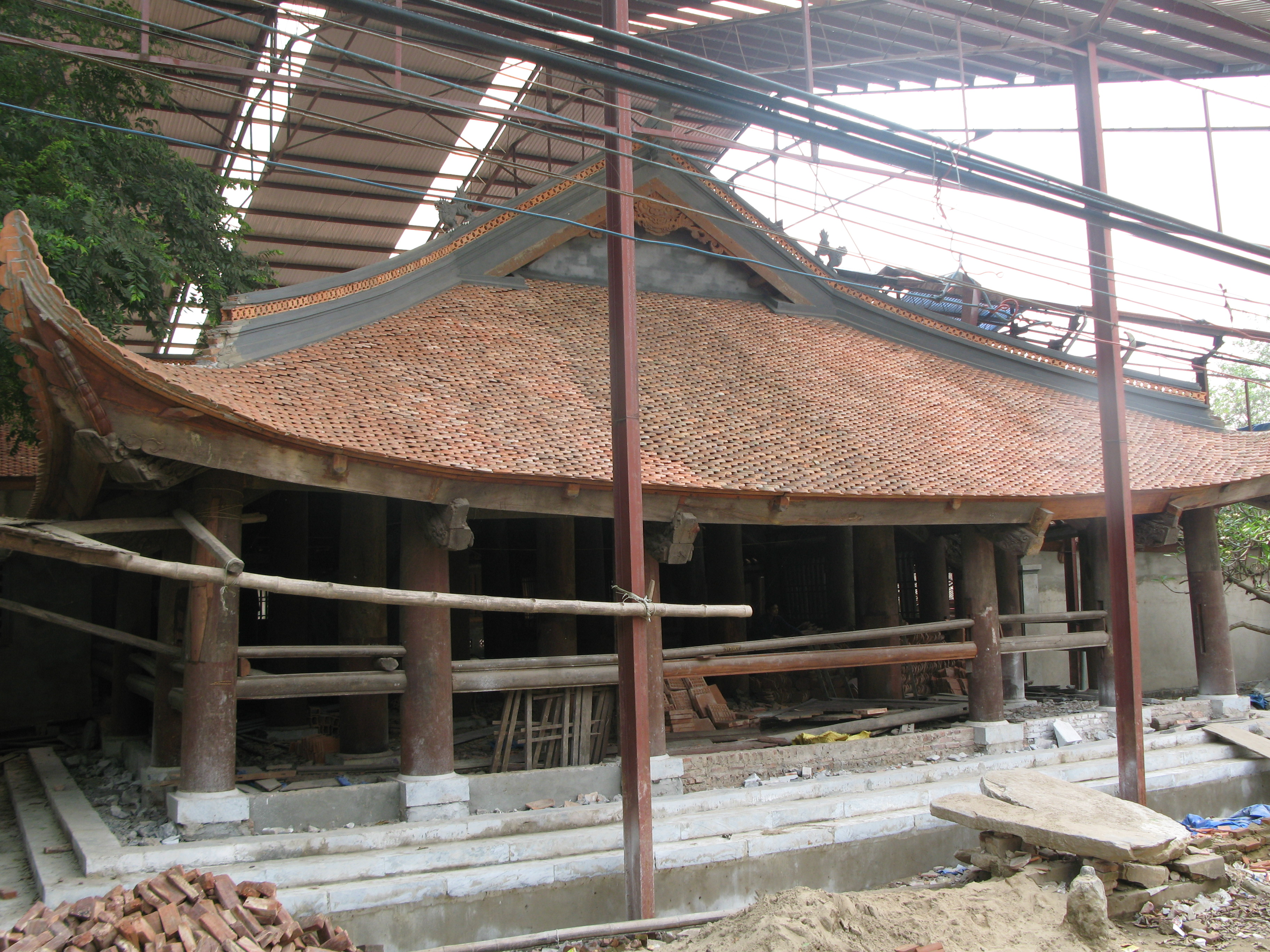
Đình Thổ Hà trong giai đoạn đang trùng tu

Đình được dựng theo kiểu chữ công, toà bái đường dài 27m, rộng 16m, dựng trên nền cao 0,5m xung quanh bó đá tảng xanh chia làm ba cấp, mái đình lợp ngói mũi hài to bản, bốn góc là những đầu đao cong vút. Đầu bờ nóc uốn quanh hình lưỡi liềm, góc mái có gắn nghê, thú nhỏ bằng sành nung già lửa đỏ tía. Có tất cả 22 đầu bẩy lực lưỡng, chạm rồng, mây, nghê, thú rất trau chuốt. Bái đường chia làm 7 gian, 48 cột lim, bộ khung mái chạm trổ tinh vi, nhiều cảnh trí sinh động.
Đặc biệt có khá nhiều hình thiếu nữ mặc váy dài, yếm, tóc búi hoặc chít khăn với nét mặt rạng rỡ trong tư thế cưỡi phượng, đè rồng, hoặc đang nhảy múa giữa các lớp mây bồng bềnh. Lòng bái đường lát đá xanh nhẵn bóng. Bức cửa võng thếp vàng chạm trổ lộng lẫy làm cho bái đường càng thêm trang nghiêm cổ kính.
Trong đình có ba tấm bia to: Thủy tạo đình miếu bi nói về việc xây dựng đình, Cung sao sự tích thánh (Lão Tử) nói về sự tích thành hoàng Thái thượng lão quân, Bia sao sắc phong sao các đạo sắc của các triều đại trước phong tặng. Ngoài ra còn có các bia khác quy tập tại đình nói về những điều lệ trong dân đã quy định.
Năm 2006 được sự trợ giúp kinh phí của Vương quốc Bỉ đình Thổ Hà lại được dỡ hết để làm lại, dự định cuối 2009 sẽ xây dựng xong. Trong lần trùng tu này đình được phục chế theo các ảnh chụp còn lưu trữ bên Pháp. Sau khi làm xong đình thì Chùa Thổ Hà và Văn chỉ cũng sẽ xây dựng lại.

#### Nội dung bia "Thủy tạo đình miếu bi"[1]

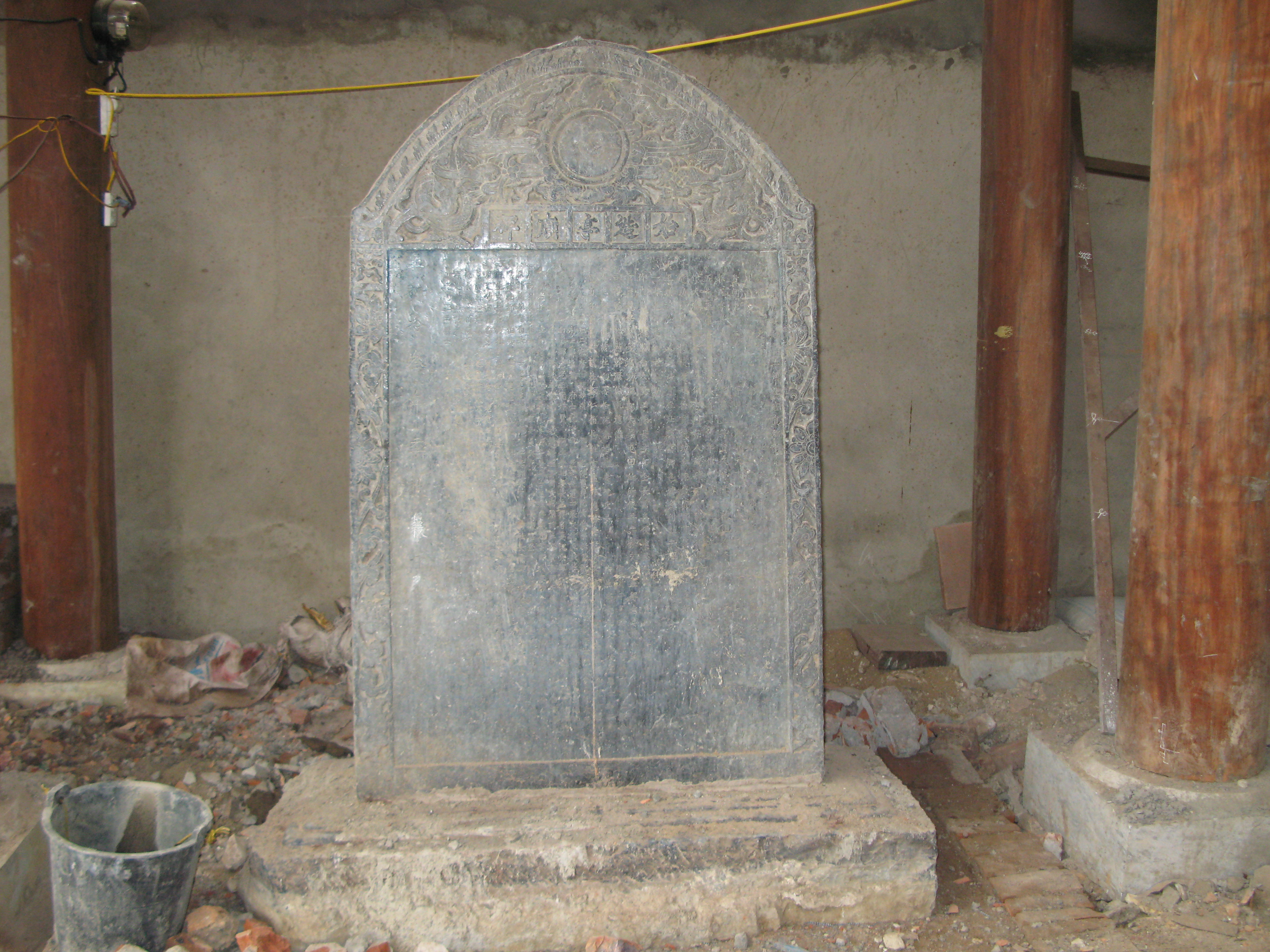
Bia đá trong đình Thủy tạo đình miếu bi

Phủ Bắc Hà, huyện An Việt, xã Thổ Hà. Quan viên, hương lão, toàn xã dưới trên lớn nhỏ, nay lập bia. Thường nói rằng dân là gốc rễ của nước, nước là nền tảng của dân. Nay tả địa hình núi sông của xã Thổ Hà: phía Đông đẹp đẽ như rồng quay về chốn tổ; Tây hùng vĩ như dáng hổ ngồi chầu; phía Nam có núi Hằng Lĩnh và dòng sông Nguyệt Đức, đó là sách trời đã định; Phía Bắc có ngọn núi Lát, hun đúc khí thiêng liêng cho dải đất Thổ Hà.
Phong cảnh đẹp sản xuất ra những bậc anh kỳ, trong xã có nhiều người giỏi dang và tuấn tú. Đường khoa cử có nhiều người làm quan văn võ, áo đỏ tía rực rỡ chốn triều đình. Nghề bán buôn của cải có nhiều, giàu có ngang với thiên hạ. Nhà nào cũng có nghề gốm phát đạt. Hàng năm đều mở hội hè vui vẻ.
Năm Ất Sửu (1685) hưng công làm đình lớn. Cột lớn nhỏ và thượng lương đều do các quan viên trong làng công đức. Chỉ còn thu của mọi người từ 5 đến 100 tuổi chẳng kể gái trai, mỗi người đóng góp 4 quan sử tiền và 200 bát gạo. Năm Đinh Mão mở hội khánh thành (1687). Năm Kỷ Tỵ (1689) xây dựng ngôi đền, mỗi người góp 500 sử tiền. Năm Tân Mùi (1691) xây dựng Tam quan, lại mở hội khánh thành. Năm Nhâm Thân (1692) làm cửa võng, mỗi người góp 400 sử tiền. Làm xong bốn cuộc hết 200 quan tiền, các lễ cúng 200 quan. Tiền công thợ mộc làm cửa võng 40 quan và sơn son thiếp vàng hết 100 quan.
Kính mong Đại Vương phù hộ toàn xã, người nhiều vật thịnh.
Nay các vị chức sắc trong xã ghi chép khắc bia những người có nhiều công lao đóng góp tiền tài, công sức, trí tuệ, của cải được khắc lên bia đá lưu truyền mãi đến muôn đời sau. Nay kê khai danh sách:
Thị nội giám, tư lễ giám, kiêm thái giám, chánh đội trưởng chi trưởng, Chiêm thọ hầu Thân Đăng Khoa, vợ Hoàng Thị Trị.
Quan viên kiến nhiệm kỳ thụ tiến công thứ lang, đại cảo đồn điền sở, sở sứ, kiêm thủ khoán văn hội Cáp Đắc Đạt
Tư lễ giám hữu... điểm, cán trạch bá Nguyễn Tiến Tước
Nguyên tuần sát huyện kiêm cai xã chiêu lược bá Nguyễn Đức Thuật
Quan viên tử tiền vệ úy cai xã đô nhân bá kiêm cai xã Cáp Sự.
Ứng vụ khanh lão lão chính tri phủ phủ sĩ Nguyễn Như Quyền
Hương lão nhiêu tăng thống Nguyễn Văn Quản
Tiền tướng thần Nguyễn Hiếu Thậm
Tiền tướng thần kiêm phủ sỹ Nguyễn Đình Hội
Hương lão lão chính kiêm phủ sỹ Trịnh Tiến Lộc
Phủ sỹ Nguyễn Tất Vị
Hương lão lão chính kiêm đạo sỹ Nguyễn Đình Thi
Nguyên cai xã đô quế bá, kiêm hương lão lão chính Nguyễn Hiếu Hiền
Nguyên cai xã đô tất bá Nguyễn Đức Tĩnh
Nguyên cai xã đô lan bá, kiêm huyện sỹ lão chính Nguyễn Đức Bá
Lão nhiêu Trịnh Vui, vợ Diêm Thị Nội
Nguyên cai xã Nguyễn Bao, vợ Nguyễn Thị Dự
Tướng thần huyện sỹ Trịnh Hữu Giai, vợ Trịnh Bá Cống, Bùi Thị Cẩm
Hương lão kiêm lão chính Trịnh Tiến Cao, vợ Nguyễn Thị Lưu
Quan viên tử kiêm huyện sỹ Cáp Thảo, vợ Trịnh Thị Vân
Trịnh Chức, vợ Trịnh Thị Đạo
Nguyên cai xã án lộc bá đạo lục Trương Công Vinh, vợ Nguyễn Thị Uy
Nguyễn Văn Tú, vợ Ngô Thị Chanh
Nguyễn Thị Chu, Nguyễn Thị Phan, Nguyễn Thị Phách
Nguyễn Thế Hương, Nguyễn Thị Tồn
Nguyễn Đình Giảng, vợ Nguyễn Thị Nguyện
Hương lão lão chính kiêm huyện sỹ Trịnh Công Xuân, vợ Nguyễn Thị Lan
Giáp trưởng Nguyễn Đức Uẩn, vợ Trịnh Thị Liểu
Giáp trưởng Trịnh Tiến Triều, vợ Nguyễn Thị Tuần
Bùi Tá Kỷ, vợ Nguyễn Thị Vụ
Cáp Đăng Lung, vợ Nguyễn Thị Dỵ
Quan viên tử kiêm huyện sỹ Nguyễn Năng Tĩnh, vợ Cáp Thị Hào
Quan viên tôn Nguyễn Năng Cao, Nguyễn Thị Phụng
Quan viên kỳ thụ đại cảo đồn điền sở, sở sứ, áp tác đình miếu Cáp Đắc Đạt soạn. Bản tổng an viên xã thư lộng Đỗ Đăng Tương tả. Đời Lê Chính Hòa năm thứ 13 quý thu, ngày cốc nhật lập bia.

#### Nội dung bia "Cung sao sự tích thánh"
Thành Thái năm thứ 9 (1897), bản xã hội họp, tuân theo lễ điển của triều Lê, bản chính nay sao chép. Duyên sự tích thần phả của bản xã bị thất lạc đã lâu. Nay nghe tin ở xã Bình Trù tỉnh Sơn Tây có con cháu quan Thượng thư, trong gia đình giữ được bách thần điển, bản xã thân tới xem xét, đối chiếu những tên húy và những ngày sự lệ rất là đúng. Nay xin sao chép nguyên bản đem về làng khắc vào bia đá để lưu truyền mãi mãi sau này. Nay sao cả những lời cấm kỵ, liệt kê dưới đây.
Đời vua Thục An Dương Vương phả lục chép rằng có một vị đại vương cấp bậc Thượng đẳng thần thuộc bộ Càn Hào. Sau khi Hùng Vương thứ 18 mất ngôi, vua An Dương Vương nối ngôi. Có một người từ Bắc quốc đến đạo Kinh Bắc, phủ Bắc Hà, huyện An Việt và ở nhờ chùa Đoan Minh Tự của trang Thổ Hà. Ngày đêm giảng kinh đọc sách, có sức màu nhiệm như thần, trong trang có nhiều con em theo học. Một hôm Người bảo học trò rằng: ta sinh ra từ thủa Hồng Mông, trời đất mới mở mang, cho nên ta thông minh khác thường. Năm xưa mẹ ta kể chuyện rằng: mẹ vốn là người từ bi, huyền diệu mà sinh ra, tên là Mỹ Thổ Hoàng. Có một đêm mẹ ta nằm mơ thấy nuốt một vì sao ngưu tinh, thế là mẹ có thai đủ 81 năm. Đến ngày 7 tháng 1 năm Canh Thìn nách tay phải của mẹ rung động rồi sinh ra ta. Khi ta mới ra đời đầu đã bạc, chân có chữ, ta không có bố, khi đẻ mẹ vịn vào cây mận cho nên lấy họ ta là Lý, tên là Lão Đam, tên chữ Lý Bá Dương, lại có tên là Thái Thượng. Quanh vùng nơi ở của người không ai xảy ra tật bệnh, nên người trong trang thường bảo nhau rằng: đó là khí sinh thánh tổ, chẳng phải người thường, các nơi cũng đến xin làm thần tử. Từ đó danh vang thiên hạ, người đến theo học càng đông. Lúc bấy giờ trong nước có giặc Quỷ mũi đỏ, một vị quan thị hầu vua bị bệnh ngã nhào xuống đất và sau đó bệnh tật lan khắp mọi nơi, trong nước nhiều nơi mắc bệnh, người ốm người chết thiệt hại rất nhiều. Nhà vua vội truyền hịch đi các nơi: nếu ai trừ được giặc Quỷ vua sẽ gia phong tước lộc. Lão Tử liền vâng mệnh đến nơi có giặc Quỷ, người liền niệm chú rằng: "Đạo pháp bản vô đa, nam thần quán Bắc Hà, đô lai tam thất tự, tận diệt thế gian ma". Đọc chú xong, Người lại thư phù vào gậy trúc và phóng đi bốn phương, các nơi đều yên ổn. Quan địa phương tâu với triều đình, vua liền mời Lão Tử đến ban thưởng, mở tiệc khoản đãi và phong người là Đệ nhất nhân (người tài nhất). Lại cho ngài được hưởng thực ấp ở vùng An Việt huyện. Người bái tạ đức vua và trở về Thổ Hà trang. Về tới nơi Người liền cho xây dựng cung doanh trị sở. Khi xây xong Người cho mời các bô lão trong trang và tất cả học trò đến mở tiệc ăn mừng. Lúc sắp sửa ăn bỗng thấy đám mây năm sắc từ từ sa xuống đất, trong mây thấp thoáng có bóng người mặc áo đỏ, Lão Tử liền theo đám mây cưỡi rồng đỏ mà biến mất. Bấy giờ là năm Giáp Tý ngày 22 tháng 2 (đời vua An Dương Vương) Người đã hóa. Mọi người trong trang ngơ ngác sợ hãi, tâu về triều đình. Vua liền sai các quan về trang kính tế, tế xong phong Người là Thượng đẳng phúc thần, lại phong cho mẹ người là Đoan từ chi nhân, cho phép trang Thổ Hà xây đền miếu phụng thờ. Sau đó vua xây thành (Cổ Loa) có những u hồn và tà ma quấy nhiễu, cứ xây xong lại đổ. Vua lo lắm, liền xa giá đến Thổ Hà trang cầu đảo. Chợt có thần nhân hiện lên bảo vua rằng: xin vua cứ hồi kinh, không lo ngại gì. Rồi Người sai Thanh giang sứ (tức thần Kim Quy) đến giúp, giết Bạch kê tinh trong núi Thất Diệu, lại đào được hài cốt Bạch kê đem đốt đi, từ đó yêu ma tan hết, lại đào thấy nhạc khí thời cổ (như chiêng trống đồng). Thành xây nửa tháng vừa xong, vua hàng năm cứ đến ngày 22 tháng 2 xa giá đến làm lễ để tỏ lòng tôn kính một vị thần linh tuấn, đó là lẽ thường vậy. Lại phong cho là Đương cảnh thành hoàng thái thượng bản giác linh phù thượng đẳng phúc thần. Phong mẹ là Đoan y trinh thục, nhu hòa huệ ân, diệu mỹ thổ hoàng thái hậu. Từ đó về sau nghiệm thấy linh ứng nên các triều đại đế vương đều phong mỹ tự.
Vua Đinh Tiên Hoàng có lần bị vây ở chùa, vua liền cầu đảo, vòng vây được giải. Vua gia phong là Tôn thần linh ứng.
Vua Lê Đại Hành niên hiệu Thiên Phúc xem xét lại bách thần phả, nhận thấy Người là thần linh ứng nên gia phong là Phụ ký uy dũng, phu hiển chiêu cảm, thượng đẳng.
Vua Trần Thái Tông bị giặc Nguyên vây hãm kinh thành, sai Trần Quốc Tuấn phụng mệnh cầu đảo, thấy có linh ứng âm phù, khi bắt được Ô Mã Nhi liền phong là Vị thần linh ứng, anh triết.
Vua Lê Thái Tổ đánh xong giặc Liễu Thăng, gia phong là Nhất vị tôn thần, phả tế cương nghị anh linh. Lại lệnh cho trang Thổ Hà sửa sang đền miếu, hương khói phụng thờ không bao giờ ngớt.
Kê khai ngày sinh, ngày hóa, ngày vào đám và tên húy cần kiêng. Sinh nhật 7 tháng giêng: lễ cúng ban thượng cúng chay, ban hạ bò lợn để cả con, xôi rượu tùy nghi, hát xướng vui vẻ trong ba ngày liền. Hóa nhật 22 tháng 2, lễ dùng ban thượng cúng chay, ban hạ một con lợn để nguyên và xôi rượu. Ngày vào đám thu tế mồng 6 tháng 8, lễ dùng như trên, cấm dùng trâu. Tên húy cần kiêng: Bá Dương, Thái Thượng, Mỹ Hoàng, những tiếng đồng âm cũng kiêng. Sắc áo quần cấm dùng: sắc vàng, sắc đỏ, người hành lễ phải kiêng. Hữu Hồng Đức đại học sỹ, kiêm quốc tử giám Lê Tung phụng soạn chính bản. Vĩnh hựu quản giám bách linh, lĩnh chức thiếu khanh Nguyễn Hiền tuân theo bản cũ. Năm Đinh Dậu tháng 8 ngày cốc nhật lập bia (1897).

### Chùa Thổ Hà
Chùa Thổ Hà có tên là Đoan Minh Tự, được nhà nước công nhận Di tích lịch sử văn hóa 1996. Niên biểu chính thức của chùa chưa tìm thấy. Căn cứ dòng chữ ghi trên đôi rồng đá ở cửa chùa thì năm Giáp Thân 1580 đời nhà Mạc mua rồng đá, năm Canh Thân 1610 tu sửa lại. Đúng lý chùa phải làm trước khi mua rồng đá.
Chùa xây dựng theo kiểu nội công ngoại quốc, có quy mô lớn, bao gồm cổng tam quan, gác chuông và tiền đường. Tam quan chùa nằm sát sau đình. Qua Tam quan một quãng xa mới tới gác chuông (nay đã cháy), phía trước cửa chùa có hai sấu đá, bên phải là bia chùa hình vuông khắc chữ cả bốn mặt. Gác chuông và tiền đường được chạm trổ lộng lẫy với các đề tài rồng mây, hoa lá. Thời gian kháng chiến quả chuông to trong gác chuông được lấy để đúc vũ khí. Trong chùa có tượng Phật tổ Như Lai to lớn, tượng Phật bà Quan Âm ngồi trên tòa sen.
Từ tòa Tam bảo theo hai dãy hành lang vào tới Động Tiên, đó là một công trình kiến trúc hiếm có. Động tiên đã ghi lại đầy đủ hình ảnh Thích Ca từ lúc mới sinh ra, lúc trưởng thành và khi lìa bỏ kinh thành vào động tu hành đến đắc đạo. Tiếp theo đi qua sân rộng tới nhà Tổ, nơi đây thờ Sư Tổ và các vị sư đã trụ trì ở chùa này. Chùa Thổ Hà được Hội phật giáo Việt Nam rất quan tâm, luôn luôn cử sư về trụ trì ở chùa này.

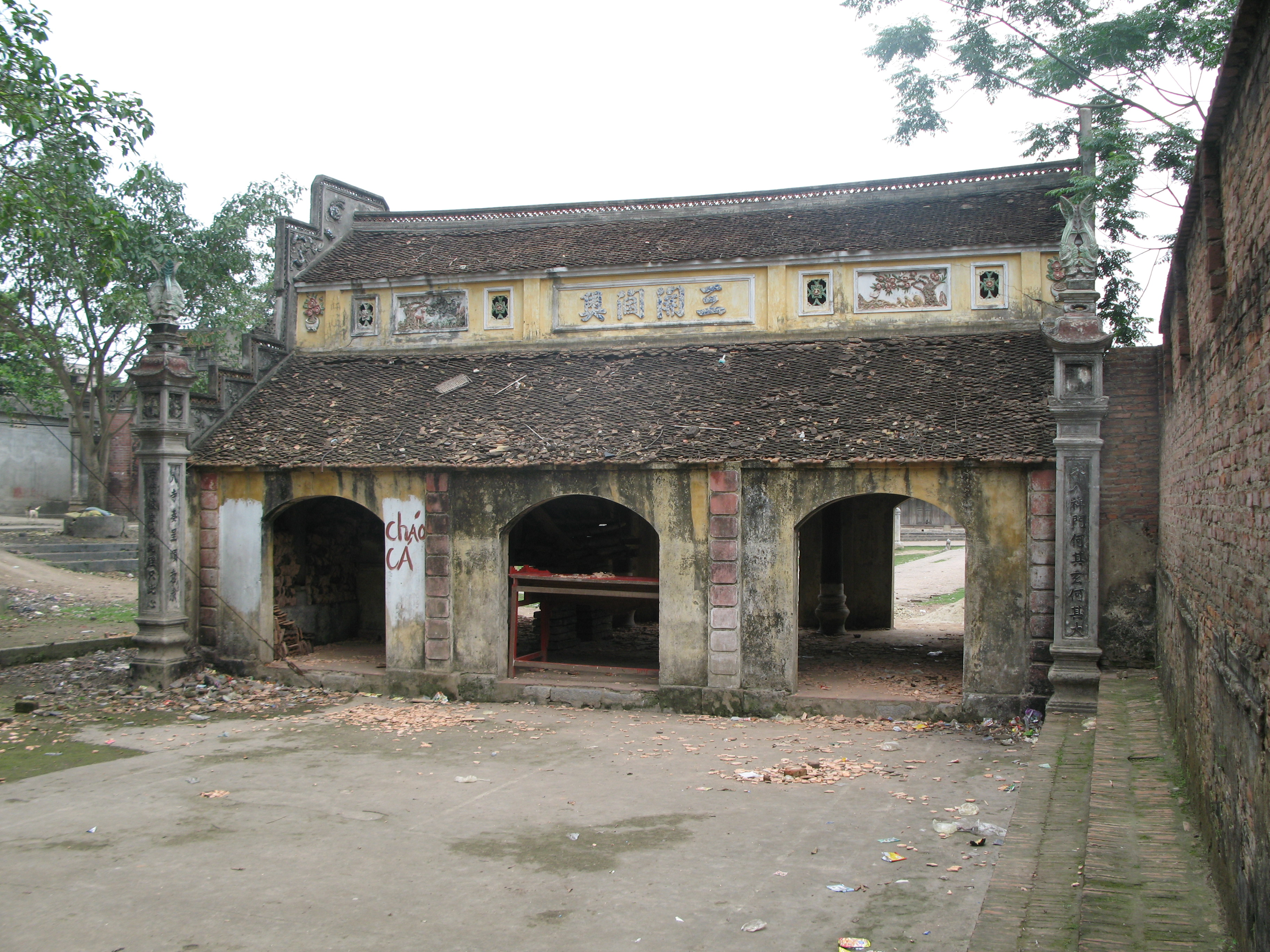
Cổng tam quan chùa Thổ Hà
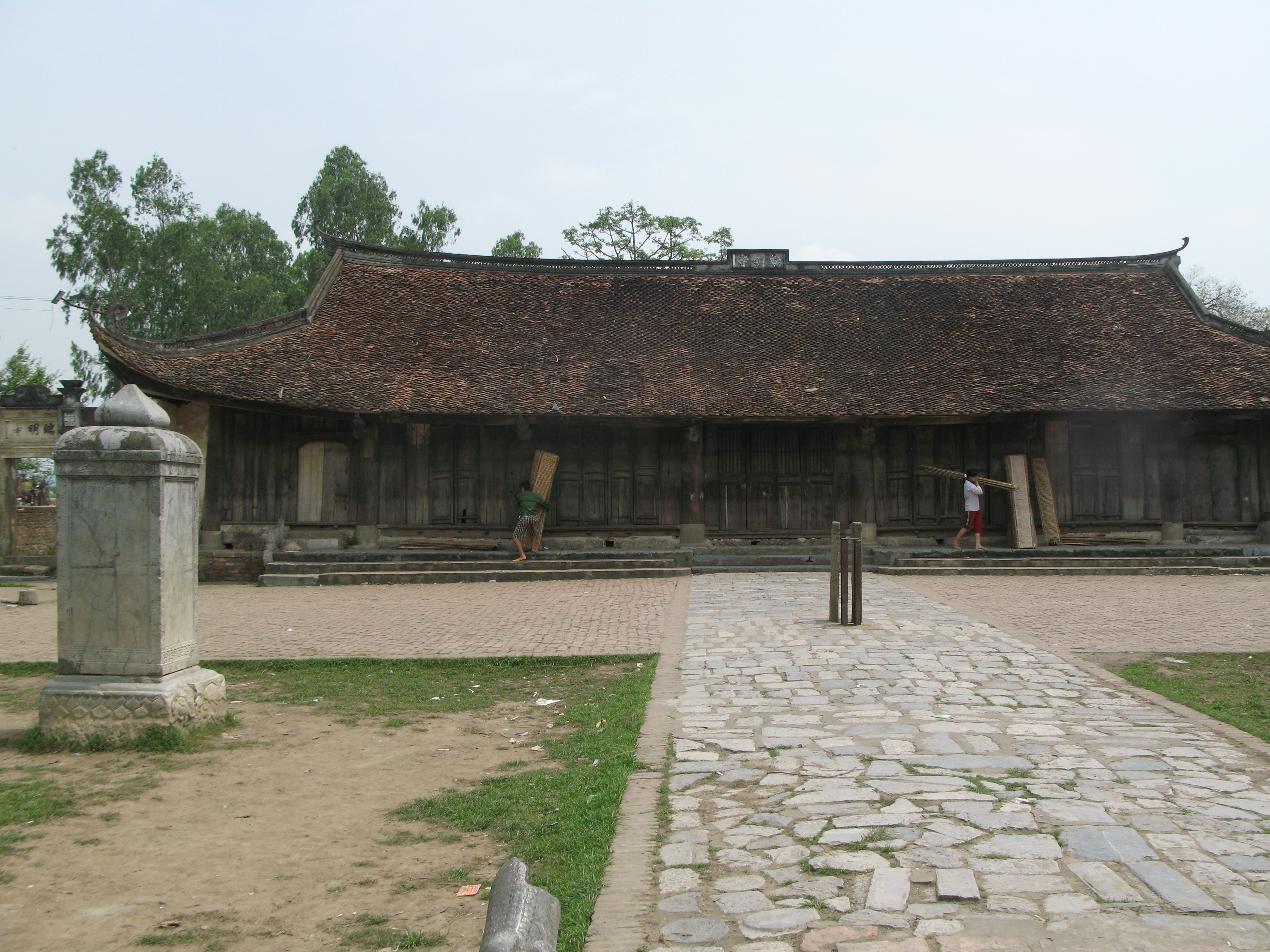
Sân chùa phía vào tiền đường; trong sân có bia đá, bốn mặt đều khắc chữ
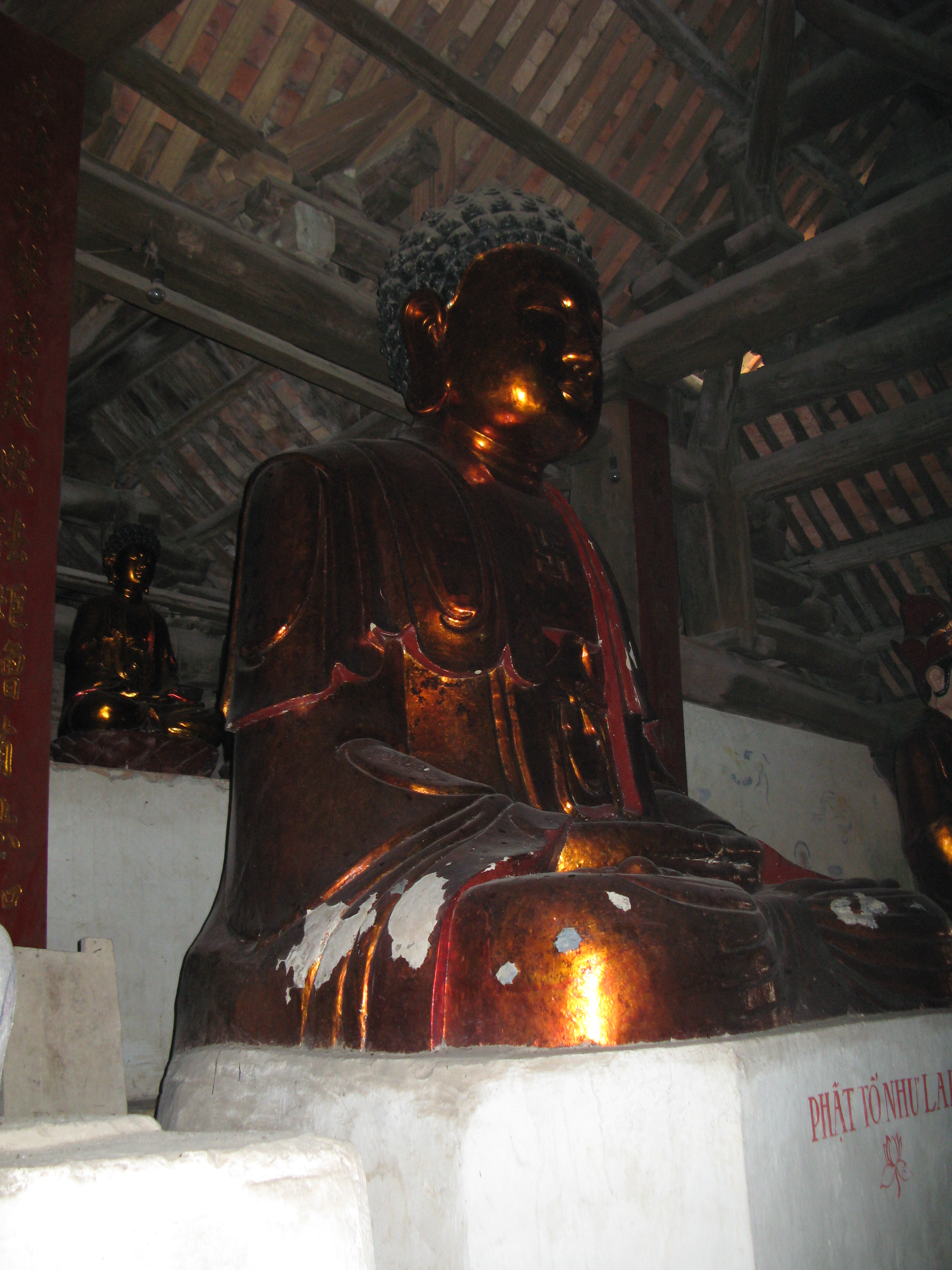
Tượng Phật tổ Như Lai trong chùa
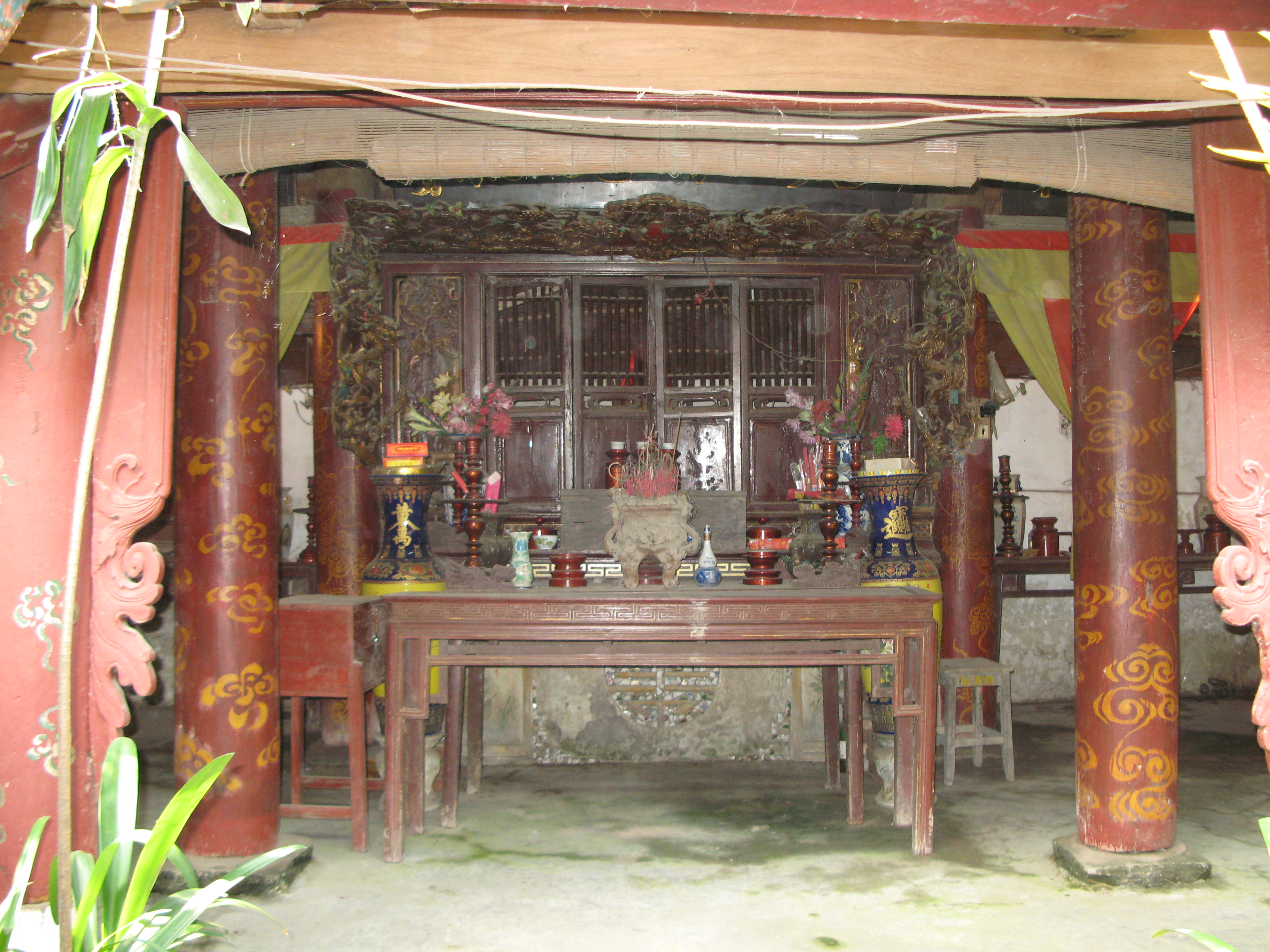
Bàn thờ trong Văn chỉ, cửa võng

### Văn chỉ
Văn chỉ là nơi thờ Thánh Khổng Tử (có tượng Khổng Tử lớn bằng đồng), ghi dấu tích các bậc tiên nho, tiên hiền ở Thổ Hà, có học vị, thi đỗ qua các triều đại. Văn chỉ làng Thổ Hà được công nhận là di tích lịch sử văn hóa ngày 28 tháng 2 năm 1999 do Bộ trưởng văn hóa thông tin Trần Hoàn ký. Văn chỉ xưa kia ở cạnh chùa. Miếu thờ lộ thiên, hai bên có hai dãy bia đá thẳng tắp, xây dựng năm 1680 đời Lê Chính Hòa. Hiện nay còn cái nền nhà cũ. Bia đá gồm 8 tấm từ 1680 đến 1856 Tự Đức cửu niên, còn nguyên vẹn, trong đó ghi số thí sinh trúng tuyển 75 người. Đến năm Minh Mạnh thứ 6 Ất Dậu 1825 mới xây ba gian chính điện, làm cửa võng, ba hoành biển, câu đối. Năm Bính Thìn Tự Đức cửu niên 1856 Văn chỉ được di chuyển về nơi cuối làng, lại xây thêm 5 gian tiền điện. Vào những ngày lễ tết, sóc vọng, sắp thi cử, các gia đình có con học hành hay sắp đi thi thường đến Văn chỉ làm lễ mong cho con học hành tiến bộ và thi đỗ.

## Làng nghề

### Nghề gốm
Nghề gốm Thổ Hà có từ thế kỉ 12 và là một trong ba trung tâm gốm sứ cổ xưa nhất của người Việt, bên cạnh Phù Lãng và Bát Tràng. Theo gia phả làng nghề và những mẫu hiện vật khảo cổ được tìm thấy thì Thổ Hà là một trong những chiếc nôi của nghề gốm sứ. Thổ Hà đã là một thương cảng gốm tấp nập của vùng Kinh Bắc. Sự hưng thịnh của nghề gốm đã giúp người dân xây dựng một quần thể kiến trúc đình, chùa, văn chỉ, cổng làng, điếm bề thế uy nghi.
Trong làng còn lưu truyền câu chuyện ông tổ nghề gốm làng Thổ Hà là tiến sĩ Đào Trí Tiến. Vào cuối thời Lý (1009 - 1225) ba ông Đào Trí Tiến, Hứa Vĩnh Cảo và Lưu Phong Tú cùng làm quan trong triều và được cử đi sứ Bắc Tống (960 - 1127). Sau khi hoàn tất sứ mệnh, trên đường trở về nước qua Thiều Châu, tỉnh Quảng Đông gặp bão, phải nghỉ lại. Ở đây có lò gốm nổi tiếng, ba ông đến thăm và học được kỹ thuật làm gốm. Về nước Đào Trí Tiến truyền nghề làm hàng gốm sắc đỏ thẫm cho Thổ Hà, Hứa Vĩnh Cảo truyền nghề làm hàng gốm sắc trắng cho Bát Tràng, Lưu Phong Tú truyền nghề làm hàng gốm sắc vàng thẫm cho Phù Lãng. Trước đây lễ dâng hương Tổ nghề gốm (suy tôn cả ba ông) hàng năm được các nhà làm nghề gốm ở Thổ Hà tổ chức luân phiên nhau tại gia đình.
Từ xưa gốm Thổ Hà đã bán rộng rãi ở kinh thành Thăng Long. Vào thời vua Lê Hy Tông (1680-1705) có hai người dân Thổ Hà đến ở Chùa Hà (một ngôi chùa nổi tiếng nay thuộc Từ Liêm, Hà Nội) để bán các đồ gốm sứ ở các chợ trong ngoài thành Thăng Long. Do buôn bán phát đạt hai gia đình đã tình nguyện công đức một số tiền lớn cùng dân trong xóm xây dựng lại Chùa Hà theo quy mô lớn bằng gạch ngói như hiện nay. Trước đó, Chùa Hà xây bằng gạch vồ, lợp lá gồi, chùa xây vào thời Lê Thánh Tông (1460-1497). Ở chùa Hà còn lưu giữ nhiều hiện vật cổ bằng gốm như bát hương, chĩnh, ang, vại thể hiện sự tôn kính và tín ngưỡng của người Thổ Hà xứ Kinh Bắc xưa kia.

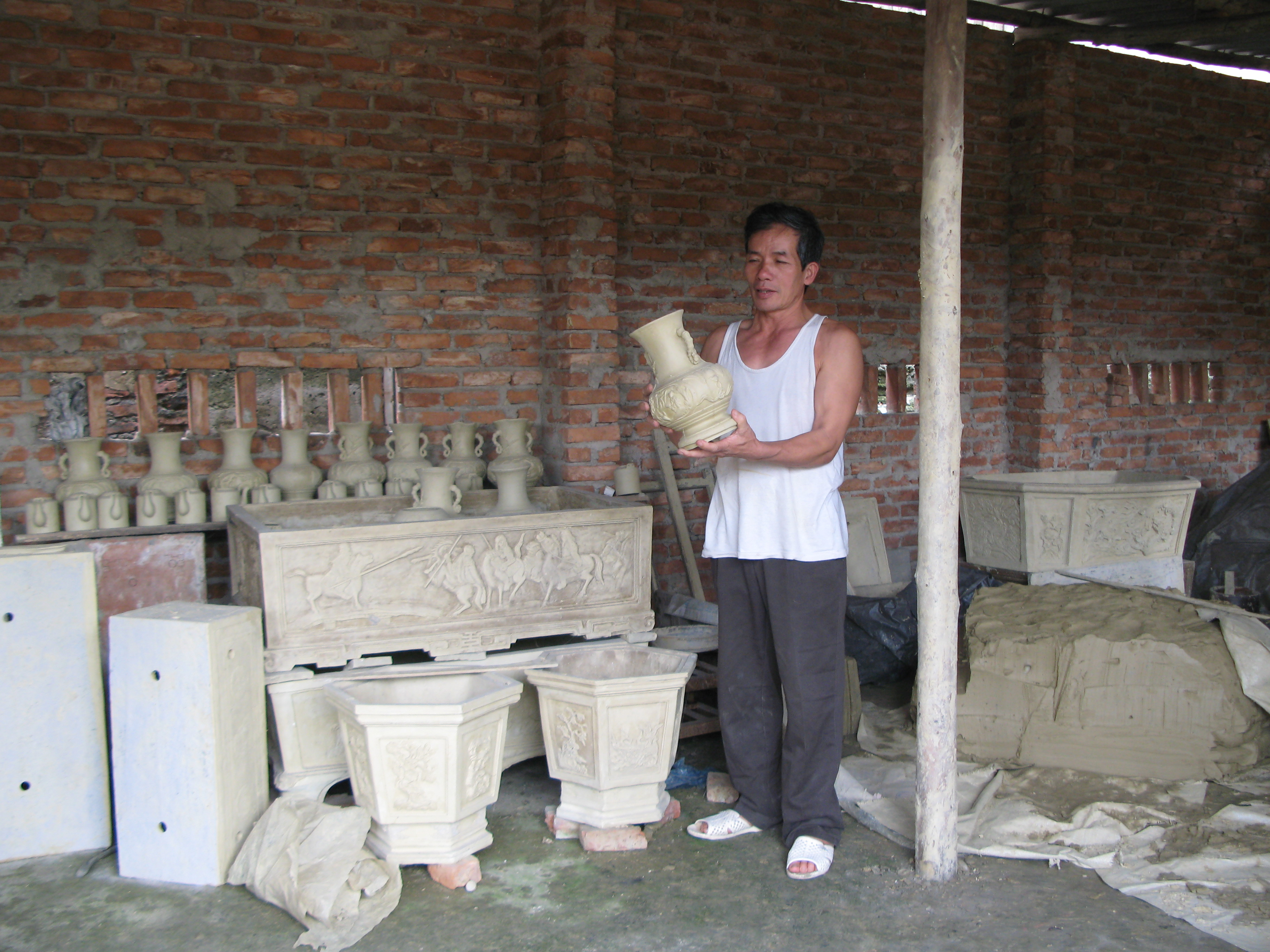
Hàng thủ công bằng gốm chưa nung, đặc sản Thổ Hà

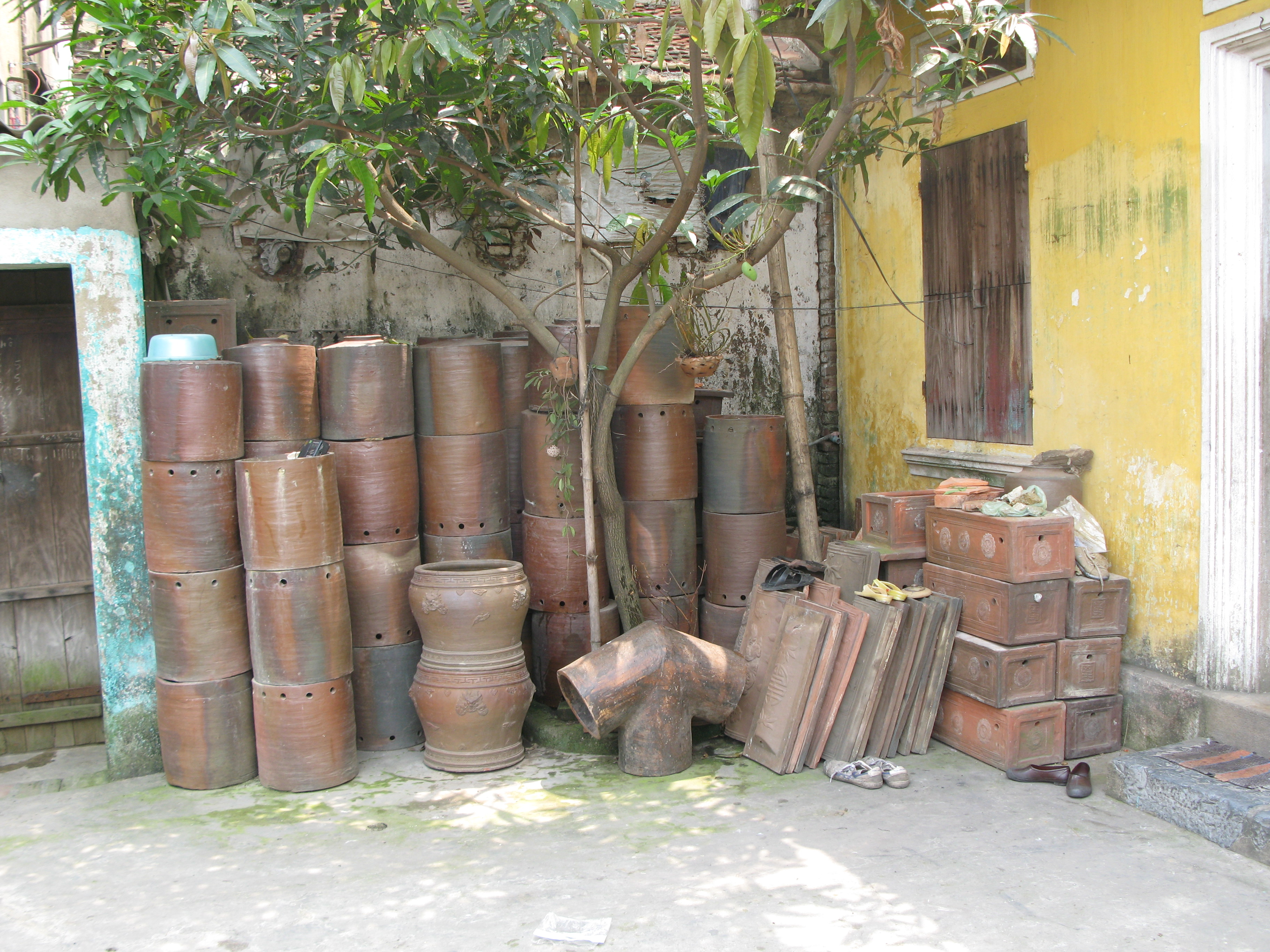
Vại và tiểu sành, hai vật dụng sản xuất tại làng

Để có thể tạo ra được các loại sản phẩm rất bền đẹp như chum vại, chĩnh chõ, tiểu sành có màu nâu sẫm, màu da lươn, người ta phải mua đất sét từ Choá ở huyện Yên Phong cách xa gần 10 km, hoặc mua đất sét ở Xuân Lai cách xa 12 km và phải chở qua sông rất vất vả. Đó là loại sét vàng, sét xanh, ít sạn và tạp chất có đặc tính dễ tạo hình và định hình khi nung ở nhiệt độ cao. Cũng nhờ vậy mà Thổ Hà có thể tạo ra các sản phẩm cỡ lớn với dung tích 400-500 lít. Đồ gốm Thổ Hà không dùng men, được nung ở nhiệt độ cao để tự chảy men ra và thành sành, gốm màu nâu sẫm, thâm tím đanh mặt, gõ trên gốm tiếng kêu coong coong như thép, mảnh gốm có cạnh sắc như dao, đựng chất lỏng không bao giờ thấm qua, đựng chất rắn đầy chặt không bao giờ ẩm mốc. Gốm của Thổ Hà để nghìn năm không bị mất màu do kỹ thuật nung tốt.
Vào những năm 40 của thế kỷ trước nghề làm gốm Thổ Hà rất phát triển. Giữa những năm 60 của thế kỷ trước dân cư trong làng phát triển, các lò gốm tốn nhiều diện tích đất và gây ô nhiễm nên nhà nước thành lập Xí nghiệp gốm Đá Vang trên vùng đồi núi của làng Lát cách Thổ Hà 3 km về hướng Bắc, toàn bộ dân làm gốm của Thổ Hà thành công nhân của xí nghiệp, ăn lương nhà nước.
Đầu những năm 80 kinh tế của thời bao cấp vô cùng khó khăn, dân làng chuyển sang nghề mới là làm mỳ gạo và nấu rượu từ sắn. Thời gian này nấu rượu từ gạo và buôn bán rượu vẫn bị cấm. Nhiều công nhân đã bỏ Xí nghiệp gốm để về làm hàng.
Đến năm 1988 đồ nhựa đã trở nên thông dụng, các sản phẩm như chum, vại bằng sành vừa to vừa nặng khó mà bán được nên Xí nghiệp gốm Đá Vang giải thể, đặt dấu chấm hết cho nghề gốm gần 900 năm của làng Thổ Hà.
Năm 2005 anh Trịnh Đắc Tân, một người sinh ra trong một gia đình 10 đời làm nghề gốm đã mở một lò gốm nhằm khôi phục nghề gốm cổ truyền, sản xuất các loại chum vại sành, chậu sành, tiểu sành, lọ hoa, tích chén. Anh đã chịu khó học hỏi và mời những nghệ nhân gốm trước đây về truyền dạy. Song việc khôi phục là rất khó khăn vì thiếu vốn, anh dự định mở một doanh nghiệp gốm.

### Nghề làm bánh đa nem
Từ bột gạo ngoài sản phẩm chính là bánh đa nem người dân còn sản xuất mỳ gạo và bánh đa to rắc vừng. Mỳ gạo Thổ Hà bó thành bó to 1 kilogam cũng rất nổi tiếng, mỳ nấu dai mà không nát, nghề làm mỳ gạo có trước nghề làm bánh đa nem hiện nay. Bánh đa vừng Thổ Hà còn ngon hơn bánh đa Kế. Mỗi gia đình làm bánh đa nem và mỳ thường chăn nuôi khoảng chục con lợn, mỗi con lợn nặng trên một tạ mới bán, đó là nguồn thu nhập rất lớn. Nhờ nghề làm bánh đa nem dân làng có một cuộc sống xán lạn hơn xưa, phần lớn các gia đình đều có xe máy, tủ lạnh, ti vi, máy giặt, sinh hoạt không khác thành phố là mấy.
Trước đây người làm bánh đa nem phải hì hục quạt lò để tráng bánh bằng phương pháp thủ công, nhưng từ khi có điện, với kỹ thuật tráng bánh mới theo dây chuyền cho năng suất cao đã giảm bớt sự vất vả của con người, năng suất tăng lên gấp ba đến bốn lần. Một gia đình một ngày làm được 250 kg mỳ gạo. Vào những dịp gần tết, bánh đa nem của Thổ Hà làm ra không đủ đáp ứng cho nhu cầu của thị trường. Thời gian bánh bán chạy nhất bắt đầu từ tháng 9 cho đến hết tháng 2 năm sau. Bánh đa nem Thổ Hà mang hương vị thơm man mát, màu trắng ngần vừa thơm, lại vừa dai nên không những có uy tín với khách hàng trong nước mà nhiều chủ đại lý đã đến ký hợp đồng để xuất khẩu sang các nước Đài Loan, Hàn Quốc, Nhật Bản và rất được những thị trường này ưa chuộng. Tuy nhiên, các hộ dân sản xuất bánh đa nem vẫn còn ở mức nhỏ lẻ, chưa có thương hiệu, bánh đa nem Thổ Hà chưa vào được các siêu thị ở những thành phố lớn.
Ngoài nghề làm bánh đa nem, hiện nay một số gia đình vẫn còn làm nghề nấu rượu, nhưng sản xuất rượu gạo nếp rất ngon và bán với giá cao.

## Lễ hội và du lịch

### Lễ hội
Lễ hội làng Thổ Hà tổ chức vào ngày 20 - 22 tháng Giêng âm lịch, đối tượng suy tôn là Thành Hoàng làng. Hội làng gồm có lễ rước, tế lễ, hát chầu văn, bơi thuyền hát quan họ trên sông, đấu vật, cờ tướng, chọi gà, chèo thuyền bắt vịt, cầu lông, bóng bàn vào ban ngày, diễn tuồng ban đêm. Năm nào cũng tổ chức lễ hội nhưng hai năm một lần mới mở hội lớn có lễ rước, lễ rước là bò quay hay lợn quay đặt trên kiệu, thủ tục rước và tế lễ rất phức tạp. Năm 2010 làng đã tổ chức lễ hội lớn nhân dịp khánh thành việc trùng tu ngôi đình. Năm 2012 lễ hội Thổ Hà được công nhận là di sản văn hóa phi vật thể cấp Quốc Gia đợt 1.
Làng Thổ Hà thuộc khu vực lõi của trung tâm văn hóa xứ Kinh Bắc, nên khi đến Thổ Hà chúng ta sẽ có cảm nhận rõ nét về một làng cổ của xứ Kinh Bắc mà ít nơi còn giữ lại được với hình ảnh quen thuộc: cây đa, bến nước sân đình...Đặc biệt Thổ Hà còn là một làng quan họ thuộc khu vực bờ Bắc Sông Cầu, nổi tiếng với lối ca êm dịu, mượt mà, tha thiết.
Làng Thổ Hà còn là một làng Tuổng Cổ nổi tiếng và duy nhất của tỉnh Bắc Giang. Trong lễ hội cổ truyền của làng Thổ Hà không thể thiếu việc biểu diễn Tuồng Cổ với câu nói: " Phi tuồng cổ bất thành hội". Các vở tuồng cổ hay được biểu diễn như: Sơn Hậu, Hồ Nguyệt Cô hóa cáo, Đào Tam Xuân loạn trào, Tống tửu Ô Hắc Lợi, Triệu Đình Long cứu chúa,..

### Du lịch
Thổ Hà đang là một địa chỉ quen thuộc, hấp dẫn của khách du lịch trong và ngoài nước, của những người nghiên cứu về kiến trúc và mĩ thuật, của những nghệ sĩ và nghệ nhân về tìm cảm hứng. Chương trình tham quan của khách du lịch có thể là: ngắm cảnh trên bến dưới thuyền của dòng sông Cầu, thăm đình làng, chùa, cổng làng, văn chỉ, xem các cây đa cổ thụ, thăm một số nhà cổ trong làng, xem những ngõ xóm hun hút đẹp với vẻ cổ kính, thăm lò sản xuất gốm, thăm các gia đình sản xuất bánh đa nem và mỳ gạo bằng máy và thủ công, thăm các gia đình nấu rượu gạo. Khi về du khách nên mua vài trăm bánh đa nem, vài cân mỳ gạo, vài lít rượu gạo nếp để làm quà. Nếu du khách thích cảm giác mạnh hãy đến thăm Thổ Hà khi nước sông Cầu ở mức báo động số 3.
Khi du khách đến thăm Thổ Hà có thể đồng thời đến thăm hai địa điểm du lịch nổi tiếng nữa của đất Kinh Bắc, đó là Chùa Bổ Đà và Đền Bà Chúa Kho. Các địa điểm này chỉ cách nhau từ 3 đến 5 km.
Đường đi tới làng: từ Hà Nội theo quốc lộ 1 về hướng Bắc 31 km tới thành phố Bắc Ninh, rẽ trái đi 3 km tới phố Đặng, ngược theo đê sông Cầu 1 km thì tới bến đò Thổ Hà, sang đò là tới làng.

## Làng Thổ Hà trong ca dao và điện ảnh
- Làng Thổ Hà trong dân gian:

"Vạn Vân có bến Thổ Hà,
Vạn Vân nấu rượu Thổ Hà nung vôi.
Tưởng rằng đá nát thì thôi,
Nào ngờ đá nát nung vôi lại nồng." Thổ Hà là bối cảnh chính trong các bộ phim nổi tiếng của nền điện ảnh Việt Nam: Đến hẹn lại lên, ...
- "Quan làng Sọ như lọ Thổ Hà"